# Dorstenia lindeniana
Dorstenia lindeniana är en mullbärsväxtart som beskrevs av Bur.. Dorstenia lindeniana ingår i släktet Dorstenia och familjen mullbärsväxter. Inga underarter finns listade i Catalogue of Life.